# 勒庫特峰
72°9′S 165°59′E / 72.150°S 165.983°E
勒庫特峰（英語：Le Couteur Peak）是南極洲的山峰，位於維多利亞地，屬於米倫山脈的一部分，由新西蘭探險隊以該國地質學家命名，現時由南極條約體系管理。